# Трет-Бутилэтиловый эфир
трет-Бутилэтиловый эфир (этил-трет-бутиловый эфир, ЭТБЭ) — органическое вещество класса простых эфиров; бесцветная, прозрачная, подвижная, легковоспламеняющаяся жидкость с эфирным запахом.
Практически не растворим в воде, но образует с ней азеотропную смесь. Смешивается со многими органическими растворителями, в том числе с алифатическими и ароматическими углеводородами, этанолом, метанолом, диэтиловым эфиром, хлороформом, четыреххлористым углеродом.